# Manipulação direta
Manipulação direta, ou softwares por interfaces por manipulação direta, é um estilo de interação que envolve representação contínua do objeto de interesse, e rápida, e reversível e ações de incremento e retorno. A intenção é permitir a manipulação de objetos presentes usando recursos que correspondem proximamente ao mundo físico.,
O termo foi inicialmente cunhado por Ben Shneiderman e trata de uma aproximação do mundo computacional ao mundo real físico.